# Donnie Hamzik
Donnie Hamzik (* 18. října 1956 New York) je americký bubeník, člen heavymetalové skupiny Manowar.

## Kariéra v Manowaru
Byl objeven baskytaristou skupiny Manowar Joeym DeMaiem v jednom hollywoodském klubu, kam ho přivedl jejich společný přítel, aby DeMaio posoudil, jak Hamzik hraje. Poté se stal členem čerstvě založené skupiny Manowar. Skupinu opustil v roce 1983, kdy jej vystřídal bubeník Scott Columbus. Se skupinou Manowar hrál ještě jednou v roce 2005. V roce 2009 se po odchodu Scotta Columba do skupiny opět vrátil. V roce 2010 oznámil Joey DeMaio na své facebookové stránce, že po 26 letech je Donnie opět členem Manowar. V kapele působil do roku 2017.